# Koichi Sato
Koichi Sato (佐藤 洸一 Sato Koichi?, nacido el 28 de noviembre de 1986 en Yokkaichi) es un futbolista japonés que se desempeña como delantero.

## Trayectoria

### Clubes
| Club             | País  | Año         |
| ---------------- | ----- | ----------- |
| FC Gifu          | Japón | 2008 - 2012 |
| V-Varen Nagasaki | Japón | 2013 - 2016 |
| Zweigen Kanazawa | Japón | 2017 -      |

## Estadística de carrera

### J. League
| Club             | Año   | J. League | J. League | Copa J. League | Copa J. League | Total | Total |
| Club             | Año   | Part.     | Goles     | Part.          | Goles          | Part. | Goles |
| ---------------- | ----- | --------- | --------- | -------------- | -------------- | ----- | ----- |
| FC Gifu          | 2008  | 1         | 1         | -              | -              | 1     | 1     |
| FC Gifu          | 2009  | 43        | 16        | -              | -              | 43    | 16    |
| FC Gifu          | 2010  | 35        | 5         | -              | -              | 35    | 5     |
| FC Gifu          | 2011  | 36        | 7         | -              | -              | 36    | 7     |
| FC Gifu          | 2012  | 33        | 10        | -              | -              | 33    | 10    |
| V-Varen Nagasaki | 2013  | 42        | 12        | -              | -              | 42    | 12    |
| V-Varen Nagasaki | 2014  | 32        | 12        | -              | -              | 32    | 12    |
| V-Varen Nagasaki | 2015  | 29        | 3         | -              | -              | 29    | 3     |
| V-Varen Nagasaki | 2016  | 26        | 4         | -              | -              | 26    | 4     |
| Zweigen Kanazawa | 2017  | 42        | 16        | -              | -              | 42    | 16    |
| Total            | Total | 319       | 86        | 0              | 0              | 319   | 86    |